# Створення конституції
Створення конституції (англ. Framing Framers)  — американська комедійна драма режисера Анрі Д'Ельба 1917 року.

## У ролях
- Чарльз Ганн — Гордон Тревіс
- Едвард Джобсон — Аддісон Хейл
- Джордж С. Пірс — Харрісон Вестфол
- Лаура Сірс — Рут Вестфол
- Едвард Мартін — Сильвестр Брендон
- Лі Фелпс — Лонні Горман
- Мілдред Делфіно — Грейс Гарвуд
- Юджин Барр — Дж. А. Кінгстон
- Анна Додж — місіс О'Мірс
- Верн Петерсон — бандит
- Лео Вілліс — бандит
- Артур Міллетт — Джон Камерон